# 河原子海上花火大会
河原子海上花火大会（かわらごかいじょうはなびたいかい）は、茨城県日立市の河原子海水浴場沖で開催される花火大会である。正式名称は「ひたち河原子海上花火大会」。但し、露店は多くなく混雑し、周りにも食事処が少ないので、食事には注意が必要である。

## 概要
- 主催者：日立市観光物産協会
- 日時：8月第1土曜日（雨天時は翌日に延期）
- 時間：19:30頃〜20:30
- 入場料：無料
- 開催場所：河原子海水浴場（打ち上げ場所は沖合）

## 特徴
- 総打ち上げ数は約1000発であり最大尺玉の1尺玉が6発打ち上げられる。
- 尺玉、スターマイン、スターマインスペシャルなどが打ち上げられる。

## アクセス方法
- 電車：JR常磐線常陸多賀駅からバスで、「河原子バス停」下車、徒歩7分
- 車：常磐自動車道日立南太田ICから国道245号線経由、約20分
  - 駐車場：有料・無料の駐車場が約630台。（但し、18:00〜21:00の間出し入れ不可）

## 他のイベント
- 地元河原子中学校による「エイサー」
- 常陸よさこい夢風神による「よさこい鳴子踊り」